# Mumia Abu-Jamal
Mumia Abu-Jamal, pseudônimo de Wesley Cook, (Filadélfia, 24 de abril de 1954) é um ex-integrante do Partido dos Panteras Negras, jornalista, radialista e ativista norte-americano.

## Biografia
Mumia Abu-Jamal foi condenado a morte por, supostamente, matar um policial que espancava seu irmão, no início da década de 1980. Em 27 de março de 2008, a Corte Federal de Apelações dos EUA anulou essa sentença, convertendo-a em prisão perpétua, além de conceder um novo julgamento a Mumia

### Prisão
Jornalista e militante negro antirracista, Mumia foi preso em 9 de Dezembro de 1981, sob a acusação de ter assassinado o oficial de polícia Daniel Faulkner, em Filadélfia. Ao longo de 20 anos de uma incessante batalha judicial, repleta dos apelos por um julgamento justo por parte de personalidades e milhares de manifestantes, e apesar da constatação de inúmeras irregularidades em seu processo, a data de sua execução foi várias vezes marcada e depois suspensa. Por mais que as autoridades tentem tratá-lo como um criminoso comum, Jamal é atualmente, o único prisioneiro político dos Estados Unidos condenado à morte, embora não tenha sido o primeiro.
Segundo o relato de várias testemunhas, tudo começou quando Jamal interveio para socorrer seu jovem irmão, que estava sendo brutalmente espancado por Faulkner. Havia um outro homem, não identificado, no meio da briga. Houve muita confusão, gritos e disparos. Quando outros policiais chegaram ao local, Jamal estava ferido e Faulkner morto. As mesmas testemunhas declararam ter visto o homem não identificado - que não se parecia com Jamal - fugir do local.
Aqui começam as flagrantes irregularidades: nenhuma perseguição ou busca foi feita na hora pela polícia. A arma que foi encontrada com Jamal não poderia ter disparado as balas que mataram o policial. Nenhum exame de balística foi efetuado para saber se a arma de Jamal tinha sido utilizada. E mais: nenhuma das testemunhas que saíram em sua defesa foi arrolada no processo. Uma delas declarou que a polícia o ameaçou de prisão se testemunhasse. Alguns asseguraram que a polícia os havia intimidado para que eles mudassem seu testemunho. Para coroar essa montanha de irregularidades, o juiz que presidiu o processo, Albert Sabo, declarou publicamente sua hostilidade em relação a Jamal, que em sua juventude foi membro do movimento Black Panthers.

### Julgamento
Jamal foi levado a julgamento em Junho de 1982 e condenado à morte em 3 de Julho. Sabo era já famoso como o “recordista” em número de condenações à morte (seis antigos promotores de Filadélfia declararam, sob juramento, que nenhum réu poderia esperar julgamento imparcial na Corte de Sabo). O júri só foi formado após a remoção de onze negros perfeitamente qualificados.
O advogado de defesa declarou publicamente que não havia entrevistado nenhuma das testemunhas, e que não estava preparado para o julgamento. Apesar disso, Sabo recusou a Jamal o direito de fazer sua própria defesa. Segundo a promotoria, Jamal teria confessado, no hospital, a autoria da morte de Faulkner, mas um relatório assinado pelo policial Gary Wakshul (que fez a guarda do réu), e não apresentado ao júri, diz que “o negro nada comentou”. Quando a defesa convocou Wakshul, a promotoria alegou que ele estava de férias e fora de alcance, e o juiz não aceitou esperar seu regresso; hoje se sabe que ele estava em casa.
O médico de Jamal também negou ter ouvido qualquer confissão. As supostas incongruências se acumulam, seriam necessárias várias páginas para as descrever.A promotoria não apresentou nenhuma prova material de suas acusações. Em contrapartida, foi comprovada a prática de intimidação de testemunhas. Veronica Jones, que primeiro depôs contra Jamal e depois mudou a história, declarou que fora obrigada a mentir: policiais haviam ameaçado usar contra ela antigas acusações de mau comportamento que poderiam custar-lhe a guarda dos filhos. Quando Verónica contou isso, foi imediatamente presa.
Mas o caráter político do julgamento pode ser inferido dado que o FBI (polícia federal) apresentou, como “prova” contra Jamal, um arquivo de mais de 600 páginas contendo um resumo de suas atividades como militante do movimento negro. Foi preso pela primeira vez, em 1968, aos 14 anos, durante o protesto contra o racista George Wallace, então em campanha presidencial. Aos 15 anos, participou do movimento para rebatizar sua escola com o nome Malcolm X e ajudou a criar o comitê do Partido dos Panteras Negras (Black Panther) em Filadélfia.
Mais tarde, tornou-se membro da redação central do jornal do movimento. Nos anos 70, passou a fazer parte de uma lista do FBI de pessoas que “ameaçam a segurança dos Estados Unidos” (ou seja, um dos que seriam imediatamente presos em casos de “emergência nacional”). Jornalista graduado, Jamal tornou-se locutor de rádios locais e de uma rede nacional de emissoras negras. Além de entrevistar gente como Bob Marley e Alex Haley, ficou conhecido como “a voz dos que não têm voz”.
Denunciava a violência policial - em particular, as de natureza racista - e os dramas diários da população pobre. Foi várias vezes ameaçado por policiais e autoridades, como o prefeito Frank Rizzo. Em 1994, a rede Rádio Pública Nacional o contratou para fazer comentários sobre a vida na prisão. O programa foi cancelado antes de começar, sob forte pressão do The New York Times, do senador Robert Dole (então, líder da maioria no Senado) e da Ordem Fraternal (que tentou, em 1995, proibir a publicação de seu livro Live from Death Row - Ao Vivo do Corredor da Morte, lançado no Brasil pela Conrad Editora).

### Condenação
Seguiu-se uma complexa e árdua batalha judicial e política logo após a sua sentença de morte em julho de 1982. A dimensão do caso, levou a que várias entidades e personalidades clamassem por justiça, em sua defesa, tais como : Congresso Nacional Africano, Amnistia Internacional, Parlamento Europeu, Ordem Nacional dos Advogados (dos Estados Unidos), Coalizão Nacional pela Abolição da Pena de Morte, Jacques Derrida, Stephen Jay Gould, Jesse Jackson, Danielle Mitterrand, Salman Rushdie, arcebispo Desmond Tutu, Elie Wiesel.
Em janeiro de 1999, os Rage Against the Machine e três outras bandas de rock promoveram um concerto em Nova Jérsia , em defesa de Jamal. A governadora Christine Whitman lamentou não poder proibir a atividade, e propôs um boicote à atividade. O espetáculo foi um grande sucesso de público e bilheteria.
Em 2008, o Tribunal de Apelação do 3º Distrito confirmou as condenações, mas pediu uma nova audiência de determinação de pena, declarando que o júri não havia recebido instruções apropriadas do juiz. Em 2011, o mesmo tribunal de apelação confirmou a condenação e a decisão de anular a sentença de pena de morte, e o promotor de Filadélfia anunciou que estava desistindo de exigir a pena de morte para o condenado. Em janeiro 2012, Mumia Abu Jamal saiu do corredor da morte.